# 共产主义劳动党
共产主义劳动党（阿拉伯语：حزب العمل الشيوعي，Hizb Al-'Amal Al-Shuyu'iy）是叙利亚的一个非法的共产主义政党。该党成立于1976年，当时取名为争取共产主义行动联盟。1981年，该党改用现名。该党的意识形态是共产主义、马克思列宁主义。该党的政治立场是左翼。该党的领袖是法塔赫·杰莫斯。该党是争取民主变革力量全国协调委员会、全国民主联盟和马克思主义左翼大会的成员。